# Transparencia de los medios
La transparencia de los medios, a veces también conocida como opacidad de los medios, es un concepto que reflexiona sobre cómo y por qué los profesionales de los medio de comunicación de masas -incluidos periodistas, editores, profesionales de relaciones públicas, especialistas en asuntos públicos y portavoces- producen, distribuyen y manejan la información. En resumen, la transparencia mediática refleja la relación entre periodistas y fuentes de noticias.

## Concepto
La transparencia mediática se ocupa de la apertura y responsabilidad de los medios. Puede definirse como un intercambio transparente de información basado en las ideas de interés periodístico. La transparencia de los medios es uno de los mayores desafíos de las prácticas mediáticas cotidianas contemporáneas en todo el mundo, ya que los medios de comunicación y los periodistas experimentan constantemente presiones de anunciantes, fuentes de información, editores y otros grupos influyentes.
Las fuentes de noticias pueden influir en la información que se publica o no se publica. A veces, la información publicada también puede ser pagada por fuentes de noticias, pero el producto de medios final (un artículo, un programa, una publicación de blog) no indica claramente que el mensaje ha sido pagado o influenciado de alguna manera. Tal opacidad de los medios, o falta de transparencia de los medios, arruina la confianza y la transparencia entre los medios y el público y tiene implicaciones para la transparencia de las nuevas formas de publicidad y relaciones públicas (como la publicidad nativa y el periodismo de marca).
En los estudios de comunicación, los medios son transparentes cuando:
- existen muchas fuentes de información que frecuentemente compiten entre ellas.
- se conoce mucho sobre el método de difusión de la información.
- la financiación de la producción de los medios de comunicación está públicamente disponible.

Las cualidades que un medio requiere para ser transparente incluyen la documentación en código abierto, reuniones abiertas, declaraciones financieras, legislación acerca de la libertad de información, la revisión presupuestaria, auditoría contable, revisión por pares, etc.
Algunas organizaciones y empresas insisten que la información normal de los intereses de la comunidad no está disponible de forma libre, pero todos (o casi todos) los meta-niveles de información y toma de decisiones se publican. Esto es conocido como transparencia radical. Estas organizaciones incluyen: Wikipedia, la comunidad de GNU/Linux e Independent Media Center.[cita requerida]

### Ejemplo
Cuando una organización (corporación, gobierno, organización no lucrativa u otros) mantiene una reunión y las actas que se extraen de la misma son abiertas al público y a la prensa, y además la reunión es hecha pública mediante uno o varios de los métodos siguientes, hay menos oportunidad para la organización para abusar del sistema de difusión de la información en su propio beneficio:
- Difundido en la radio
- Emitido en televisión
- Publicado en prensa escrita
- Escrito en weblogs
- Publicado en medios digitales

Esto implica, por supuesto, que la organización no controla sino que afecta a la difusión de la información en los medios.

## Términos relacionados
- Sesgo mediático: implica algún nivel de interferencia excesiva o inadecuada en los medios de comunicación por la financiación de las fuentes, la tendencia personal o de una organización, o alguna otra influencia.
- Privacidad: apartando una materia (un asunto) del interés de los medios de comunicación por anonimato, confidencialidad, orden judicial, clasificación militar, u otro medio. Es válido tanto en la privacidad como en la transparencia. La privacidad puede proteger la fuente periodística de la venganza, de los denunciantes dentro de la empresa, mejorar la seguridad nacional y similares, pero la intimidad excesiva permite que aumente la corrupción, el estatismo y la dictadura militar.
- La libertad de expresión bloquea la publicación si hay una orden de censura.
- Supresión de desacuerdo cuando un oponente poderoso intenta silenciar a otro.